# Dagmerk (constructie)

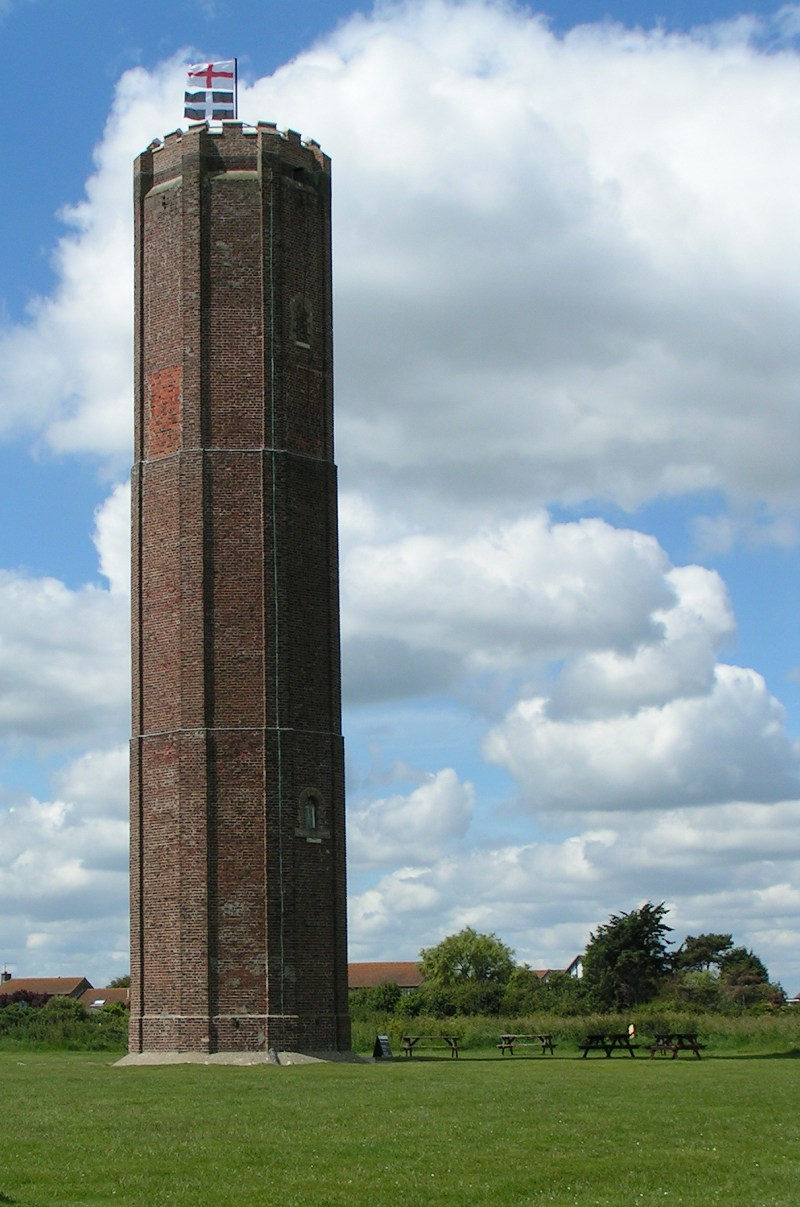
De Naze Tower als dagmerk

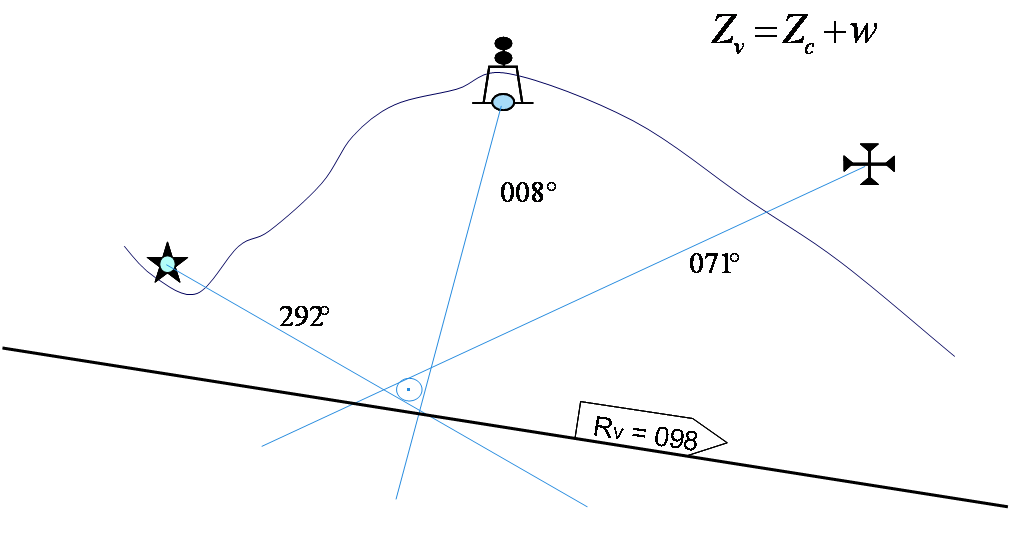
Navigeren op basis van drie dagmerken op het land

Een dagmerk of daymark is een constructie, bijvoorbeeld een toren gebouwd op het land, die als een hulpmiddel dient bij het navigeren door schippers. Ze zijn een baken voor de scheepvaart. Dagmerken zijn vergelijkbaar met een vuurtoren, maar hebben geen licht en zijn meestal alleen zichtbaar bij daglicht. Sommige ongebruikte vuurtorens blijven nuttig door te dienen als dagmerk.
Voorbeelden van dagmerken zijn te vinden te Walton-on-the-Naze en St. Martin's op de Isles of Scilly. Een specifieke soort van dagmerken zijn kapen, die in veel gevallen niet worden verlicht.
De term "dagmerk" kan ook verwijzen naar het patroon waarin een vuurtoren is geschilderd, zoals de rood-witte spiraal van West Schouwen waardoor deze gemakkelijk te herkennen is tijdens de dag. Ook kan de term dagmerk verwijzen naar een geometrische vorm die op een schip geplaatst is, zie dagmerk (schip).

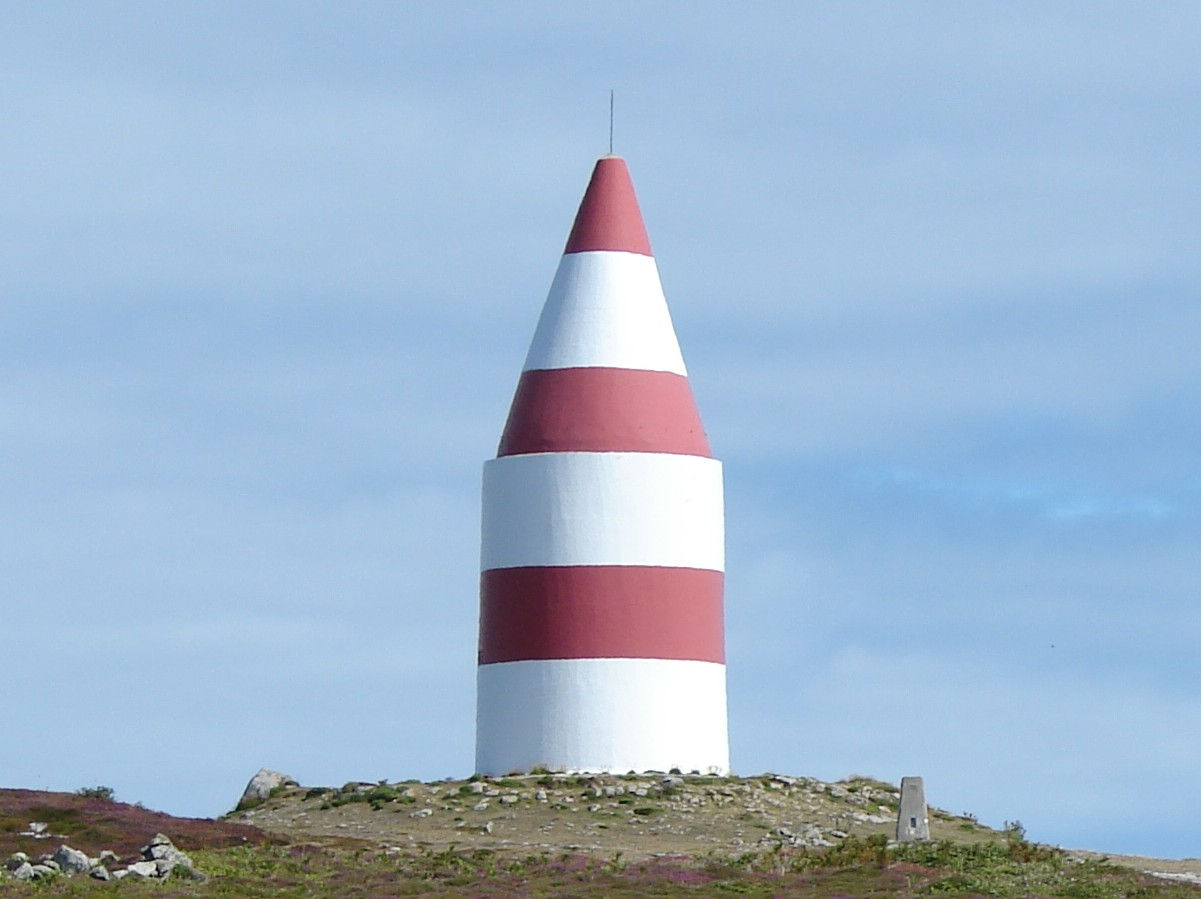
Dagmerk op St. Martin's op de Isles of Scilly.
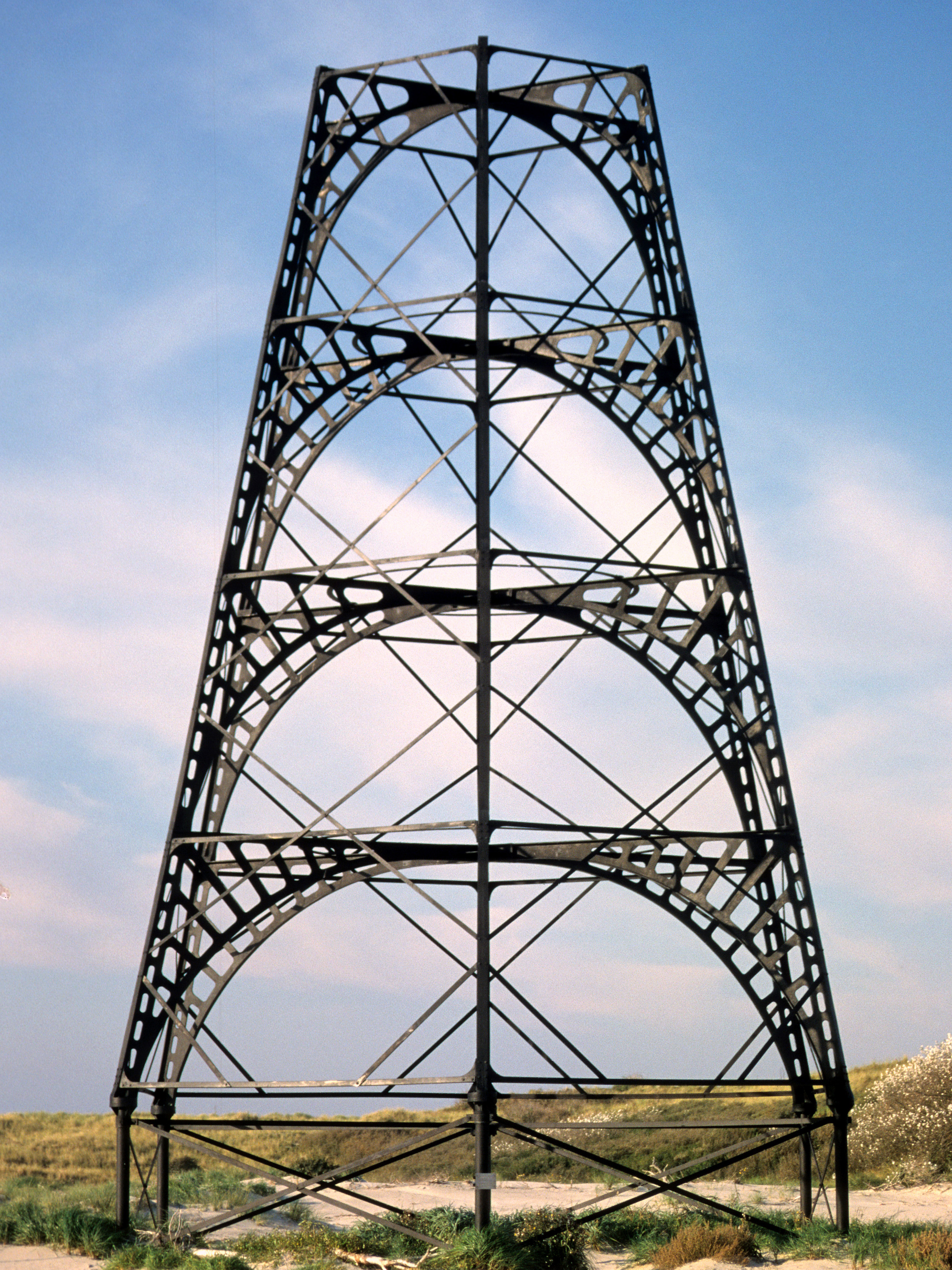
De Emder kaap op het Waddeneiland Rottumeroog
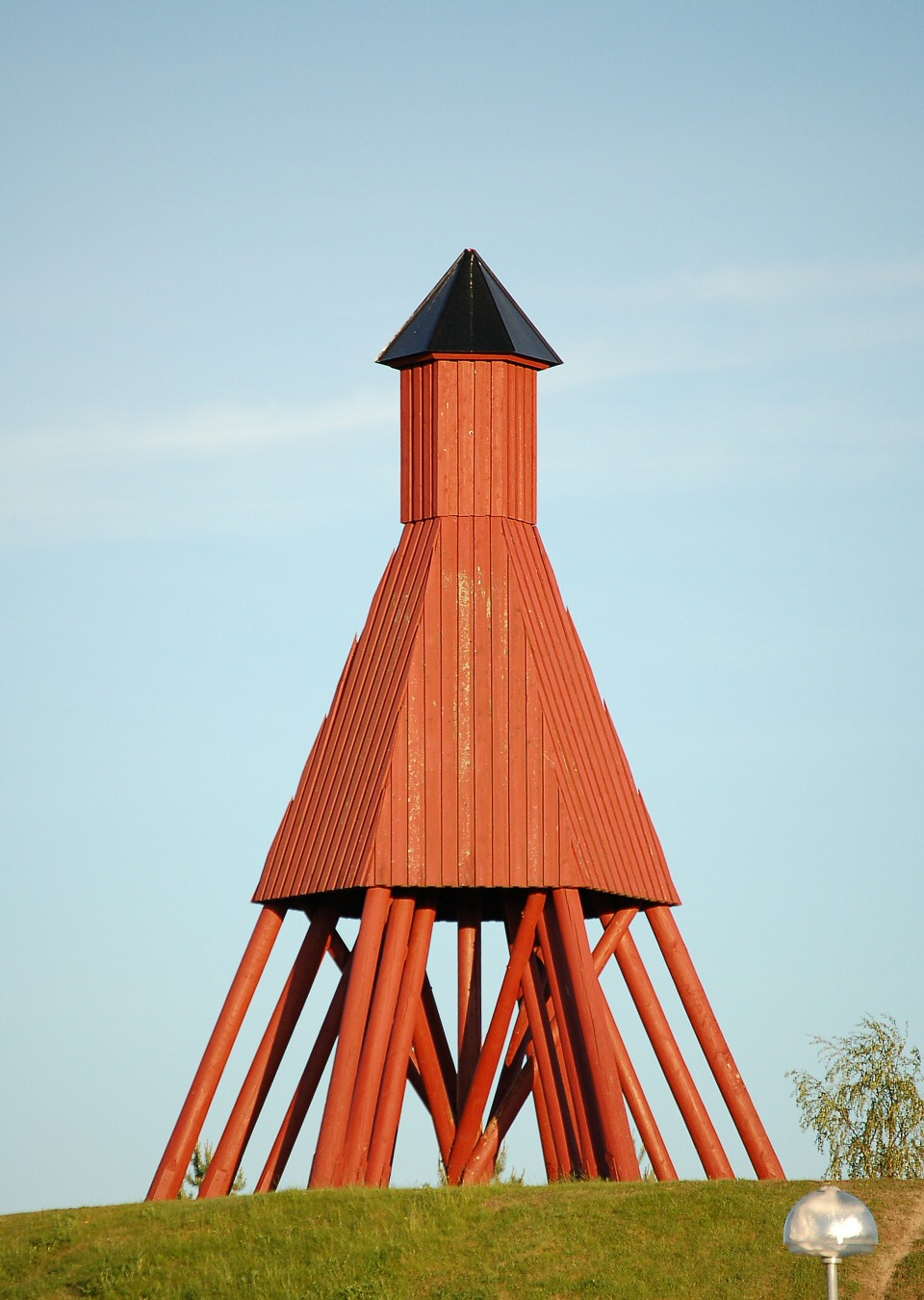
Kaap in Zweden
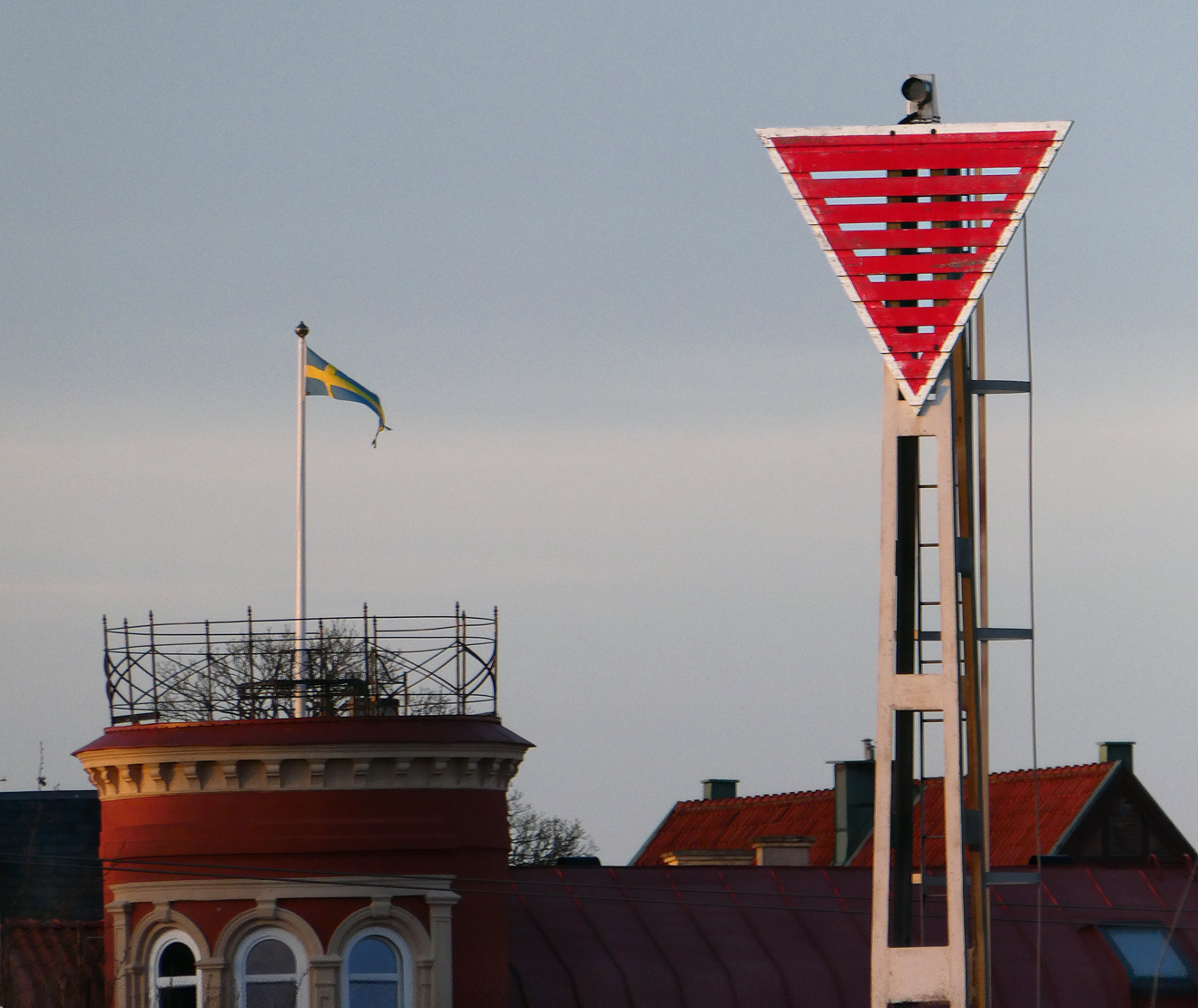
Dagmerk in Ystad / Zweden.